# Uitgeverij Meulenhoff
Uitgeverij Meulenhoff, ook wel J.M. Meulenhoff, Meulenhoff & Co of Meulenhoff Boekerij is een Nederlandse uitgeverij.

## Geschiedenis
De uitgeverij werd in 1895 opgericht door J.M. Meulenhoff. In 1937 werd diens zoon John Meulenhoff directeur en bleef dat tot 1965. In de jaren veertig gaf die het algemeen cultureel tijdschrift Criterium uit, dat in 1949 opging in Libertinage van G.A. van Oorschot. In de loop van de 20e eeuw groeide de uitgeverij gestaag. In 1994 werd de uitgeverij overgenomen door de Perscombinatie; de nieuwe organisatie werd daarom PCM Uitgevers genoemd. De educatieve tak van Meulenhoff fuseerde in 2000 met Thieme en SMD Educatieve Uitgevers tot ThiemeMeulenhoff, dat in oktober 2008 werd verkocht aan NDC VBK, terwijl de rest van Meulenhoff in 2010 werd verkocht aan Lannoo.

## Sciencefiction
Meulenhoff was een belangrijke uitgever van Nederlandse en buitenlandse literatuur en is daarnaast bekend van haar sciencefiction-reeks die in 1967 begon; de 'witte reeks'. Vanaf 1967 werden auteurs, veelal Engelstaligen zoals Isaac Asimov, Robert Heinlein, A.E. van Vogt en Jack Vance, in het Nederlands vertaald en uitgegeven onder de serietitel M=SF. Vanaf de jaren tachtig verminderde de belangstelling van het publiek en geleidelijk verminderde dan ook de uitgave frequentie van nieuw werk.

## Samenwerking
Heden bestaat Meulenhoff nog steeds maar heeft de activiteiten ondergebracht in afzonderlijke takken die min of meer zelfstandig opereren. Uitgeverij Lannoo is tegenwoordig de overkoepelende uitgever die ook Meulenhoff onder haar hoede heeft.